# فايلز تيوب
فايلز تيوب بالإنجليزية: FilesTube)‏ كان محرك بحث وصفي تم إنشاؤه في عام 2007، وهو متخصص في البحث عن الملفات في مختلف خدمات مشاركة الملفات وتحميلها، مثل ميجا. كما تضمن أقسامًا لمقاطع الفيديو والألعاب وكلمات الأغاني والبرامج.
في ديسمبر 2014، أوقفت فايلز تيوب خدمة البحث عن الملفات وأصبحت خدمة مجانية لبث الأفلام والمسلسلات المستقلة المرخصة.

## الاسم والشعار
اسم وشعار الموقع يتشابه مع شعار موقع مشاركة الفيديو يوتيوب. تم إجراء تغييرات طفيفة على الشعار الحالي.

## التعدي على حقوق المؤلف والحظر
أثناء عمله كمحرك بحث، قال موقع فايلز تيوب إنه أزال المحتوى المحمي بحقوق الطبع والنشر من نتائج البحث عند الطلب. ومع ذلك، تم حظره بأمر من المحكمة أو بإجراء حكومي في عدة بلدان:
- ماليزيا في يونيو 2011 [6]
- المملكة المتحدة في أكتوبر 2013 [7][8]
- تركيا في يناير 2010 [9]

## روابط خارجية
- الموقع الرسمي